# Loutró
Loutró (grec moderne : Λουτρό), anciennement Loutrón (katharévousa : Λουτρόν), est un village établi sur la côte sud du district régional de La Canée en Crète occidentale, entre Chóra Sfakíon et Agía Rouméli,. 

## Géographie
Loutró appartient au district municipal d'Anopolis. 
Ces localités font partie du dème de Sfakiá.

## Histoire
Loutró tire son nom d'un mot grec signifiant « bain » en raison des bains qui s'y trouvaient et dont l'eau venait de la localité d'Anopolis (en) située en contre-haut. Il servait anciennement de port d'hivernage pour la flotte de Chora Sfakion. Il est situé à l'emplacement de la cité antique de Phénix.

## Population
Au recensement de 2011, le village comptait 56 résidents
.

## Accès
Loutró n’est accessible qu'à pied ou par mer. Des ferries relient quotidiennement Loutró aux villes voisines et au point de sortie des gorges de Samaria.